# Serle
Serle är en ort och kommun i provinsen Brescia i regionen Lombardiet i Italien. Kommunen hade 3 038 invånare (2018).